# Jönköpings Sofia-Järstorps församling
Jönköpings Sofia-Järstorps församling var en församling inom Södra Vätterbygdens kontrakt i Växjö stift inom Svenska kyrkan och Jönköpings kommun. Församlingen ingick i Jönköpings pastorat. Församlingen uppgick 2018 i Jönköpings församling.
Församlingen utgjorde västra delen av tätortsbebyggelsen i staden Jönköping, med stadsdelarna Väster, Söder, Torpa, Gräshagen, Tokarp, Mariebo, Bäckalyckan, Skänkeberg, Dalvik, Dunkehalla, Bymarken, Hisingstorp, Vätterslund, Lerhagen, Åbolid och Kortebo.

## Administrativ historik
Församlingen bildades 2010 genom sammanslagning av Jönköpings Sofia församling och Järstorps församling och utgjorde därefefter till 2014 ett eget pastorat. Från 2014 ingick församlingen i Jönköpings pastorat. Församlingen uppgick 2018 i Jönköpings församling.
Församlingskod var 068001.

## Kyrkor
- Sofiakyrkan
- Gräshagskyrkan
- Dalvikskyrkan
- Bymarkskyrkan
- Järstorps kyrka